# Cristiano Zanetti
Cristiano Zanetti (Carrara, 14 de abril de 1977) é um futebolista italiano.

## Seleção Italiana
Defendeu a seleção italiana na Copa do Mundo de 2002 e na Euro 2004. Entretanto, nunca mais foi chamado para defender a Azzurra. Retirou-se em 2011.